# Dan McFoo le terrible
Pour plus de détails, voir Fiche technique et Distribution.
Dan McFoo le terrible (titre original : Dangerous Dan McFoo) est un court métrage d'animation américain de la série Merrie Melodies, réalisé par Tex Avery, sorti en 1939.

## Synopsis
Le « Malibu Saloon », un bar situé dans le Yukon, au temps de la ruée vers l'or. L'enseigne au néon du bar clignote dans la nuit glacée. On peut y lire, en grand, : « 90° cooler inside » (90 degrés « plus frais » ou... « meilleur » à l'intérieur).
Dans le bar, les clients sont tous avachis ou endormis. Puis ils s'éveillent brutalement et font la fête, s'agitent comme des fous... avant de se rendormir tout aussi vite. Le pianiste joue imperturbablement ses rengaines. Il fait des retours chariot au piano comme s'il tapait sur le clavier d'une machine à écrire. Trois chiens forment un trio chanteur. À l'arrière-salle, le « dangereux » Dan McFoo (un petit chien) est entouré d'une foule qui le regarde jouer... au flipper. Sa petite amie Sue le regarde aussi. Ils attendent qu'il tire... la tige de lancement de la bille. De fait, il l'étire jusqu'à atteindre l'autre bout de la salle. La balle rebondit à peine que tous les trous (à points) se rangent sur les bords pour l'éviter, sauf celui de la sortie, puis reprennent leur place. McFoo, perdant, pleure de rage sa monnaie gâchée.      
Dehors, un étranger frappe puis enfonce la porte du bar. Celle-ci tombée, elle se transforme en trappe de cave d'où sort l'étranger. Il tombe fou amoureux de Sue, qu'il compare à Bette Davis. Quand Dan McFoo l'informe qu'elle est sa fiancée, il le rabroue et envoie un des doigts de Dan dans sa propre figure. Ce dernier le provoque en duel. Un arbitre de boxe surgit et fait commencer le combat. Un train rentre tout à coup dans le bar pour sonner le premier round puis repart à reculons. L'étranger cogne d'abord la tête de Dan contre son gant à plusieurs reprises. Au moment du coup final, McFoo s'échappe à chaque fois. L'étranger passe à la lutte, cherche une prise avec les gants. De prise en prise, ils s'élèvent dans les airs jusqu'à heurter le plafond et tomber brutalement. Puis la bataille recommence et devient indistincte. Sue encourage son fiancé. Il sort un moment pour la rassurer avant d'être happé à nouveau dans la bataille. Le train rentre pour signaler la pause. Le pugilat en forme de trombe s'arrête brutalement et laisse les deux combattants perchés dans le vide. Ils descendent par des « escaliers d'air » vers des chaises. Le chien étranger est rasé par un barbier, McFoo semble totalement épuisé sur sa chaise mais se dit être en forme. Le combat reprend : l'adversaire de McFoo le met en boule dans son bonnet, l'accroche et le transforme en punching-ball. Il s'entraîne et l'envoie s'écraser contre un mur. Le fantôme de Dan réveille l'assomé avec un seau d'eau renversé sur sa tête. McFoo se plaint à l'arbitre d'une fraude de son adversaire qui aurait mis un fer à cheval dans son gant. En réalité, le gant en contient quatre... plus un cheval de trait. Le combat continue : McFoo s'échappe par la porte, rentre par une autre « créée » par celle ouverte. Des arrêts sur image sont nécessaires pour comprendre les phases rapides du pugilat qui suit. Après un moment, le commentateur leur donne des pistolets, « pour en finir ». La lumière s'éteint, les coups de feux partent, Sue pousse... un petit cri. Quand la lumière revient, on voit Dan écroulé. Sue, effrayée, le supplie de lui parler... ce qu'il fait, mais avec retard.

## Fiche technique
Source IMDb
- Titre : Dan McFoo le terrible
- Titre original : Dangerous Dan McFoo
- Réalisation : Tex Avery

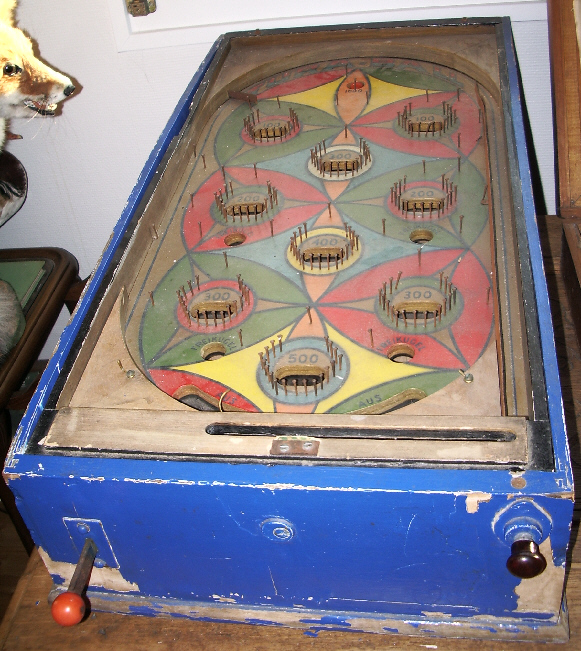
Une des premières versions du flipper, avec des trous, proche du jeu de Bagatelle.

- Scénario : Rich Hogan, Robert W. Service
- Montage : Treg Brown
- Musique : Carl W. Stalling
- Son : Treg Brown
- Directeur de production : John W. Burton (en)
- Producteur : Leon Schlesinger
- Société de production : Leon Schlesinger Studios
- Société de distribution : Warner Bros. Cartoons
- Pays d'origine :  États-Unis
- Langue : anglais
- Format : Couleur (Technicolor) — 35 mm — 1,37:1 — Son : Mono
- Genre : court métrage de dessin animé comique
- Durée : 8 minutes
- Dates de sortie :
  - États-Unis :  15 juillet 1939 ;
  - États-Unis :  20 décembre 1947 (ressortie)

### Animation
Animateurs :
- Paul Smith (seul à être cité au générique)
- Virgil Ross
- Rod Scribner (en)
- Sidney Sutherland
- Rollin Hamilton
- Robert McKimson
- Sidney Sutherland

Décors :
- Art Loomer

Concepteur de personnages :
- Charlie Thorson

## Distribution
Voix originales :
Personne n'est cité au générique.
- Tex Avery : commentateur du combat
- Sara Berner : Sue, amie de Dan McFoo
- Mel Blanc : l'étranger, adversaire de Dan McFoo
- Robert C. Bruce : le narrateur, le chien à la cigarette et l'arbitre
- Arthur Q. Bryan : Dan McFoo
- The Sportsmen Quartet : le trio de chiens chantant

## Autour du film
L'histoire s'inspire du poème The Shooting of Dan McGrew (en) (« Le meurtre de Dan McGrew ») de Robert William Service. 
Six an plus tard, Tex Avery fera, avec Droopy en Alaska (The Shooting of Dan McGoo, 1945) une nouvelle version de ce cartoon, avec le chien Droopy qui portera pour l'occasion le nom de Dan McGoo.
Les caractéristiques de la voix trainante du chien Dan McFoo, produite par l'acteur Arthur Q. Bryan, sera reprise pour faire la voix d'Elmer Fudd, notamment doublée par le même acteur (de 1940 à 1959).